# Liste der Kunstwerke im öffentlichen Raum in Wien/Döbling
Diese Liste der Kunstwerke im öffentlichen Raum in Döbling enthält die im „Wien Kulturgut“ (digitalen Kulturstadtplan der Stadt Wien) gelisteten Kunstwerke im öffentlichen Raum (Public Art) im Bezirk Döbling.
Gedenktafeln sind in der Liste der Gedenktafeln und Gedenksteine in Wien/Döbling angeführt.

## Kunstwerke
| Foto |                 | Name                                                                                        | Typ                                      | Standort                                                                                                   | Künstler                                 | Datierung          | Beschreibung | Metadaten |
| ---- | --------------- | ------------------------------------------------------------------------------------------- | ---------------------------------------- | --- | ---------------------------------------- | ------------------ | --- | --- |
| ja   | Datei hochladen | Karl-Lueger-Denkmal ID: 46851 HERIS-ID: 68669 Objekt-ID: 81702                              | Denkmäler                                | Am Cobenzl Standort                                                                                        | Fritz Zerritsch der Ältere               | 1915               | Büste Karl Luegers auf hohem Sockel mit Inschrift und Rosenkränzen an den Seiten | Standort: An der Straße, die vom Parkplatz zum ehemaligen Schlosshotel führt                                  |
| ja   | Datei hochladen | Brunnen am Leopoldsberg ID: 59699 HERIS-ID: 41402 Objekt-ID: 41885                          | Brunnen                                  | Am Leopoldsberg K. Nr. 1 Standort                                                                          |                                          | 1936               | Brunnen mit Fresko, das Markgraf Leopold und seine Gemahlin bei der Übergabe der Kirche zeigt | Standort: An der Burgmauer rechts vom Eingang                                                                 |
| ja   | Datei hochladen | Liegender Bison ID: 41385                                                                   | Profanplastiken/Kunst am Bau freistehend | An den langen Lüssen 17–27 Standort                                                                        | Hubert Fiala                             | 1963               | Natursteinplastik | Standort: Wohnhausanlage                                                                                      |
| ja   | Datei hochladen | Marien-Bildstock ID: 46813                                                                  | Sakrale Kleindenkmäler                   | Armbrustergasse / Ecke Probusgasse Standort                                                                |                                          |                    | Marienfigur mit Kind in einer Mauernische | Standort: In einer Mauernische                                                                                |
| ja   | Datei hochladen | Metallskulptur ID: 78445 HERIS-ID: 71209 Objekt-ID: 84364                                   | Profanplastiken/Kunst am Bau freistehend | Aslangasse 2 / Grinzinger Allee Standort                                                                   | Herbert Schwarz                          |                    | Skulptur aus rostfreiem, polierten Stahl | Standort: Kreuzung Aslangasse 2 / Grinzinger Allee in Grünfläche zwischen Bäumen                              |
| ja   | Datei hochladen | Rotes Kreuz ID: 46841                                                                       | Sakrale Kleindenkmäler                   | Bei der Kreuzeiche Standort                                                                                |                                          |                    | Hohes Holzkreuz mit Metallkorpus an einer Wegkreuzung | Standort: An der Weggabelung; zwischen Vogelsangberg und Latisberg                                            |
| ja   | Datei hochladen | Marienbildstock ID: 75954                                                                   | Sakrale Kleindenkmäler                   | Billrothstraße 58 / Krottenbachstraße Standort                                                             |                                          | 1937               | Tabernakelbildstock mit Marienmosaik zur Erinnerung an die Regulierung der Billrothstraße | |
| ja   | Datei hochladen | Hl. Johannes von Nepomuk ID: 46822                                                          | Sakrale Kleindenkmäler                   | Billrothstraße 39 Standort                                                                                 |                                          | Mitte 18. Jh.      | Auf einem Sockel in Form eines Brückenbogens Darstellung des Moldausturzes des hl. Johannes Nepomuk | Standort: Im Hof                                                                                              |
| ja   | Datei hochladen | Vogelbrunnen ID: 41329                                                                      | Profanplastiken/Kunst am Bau freistehend | Billrothstraße 42 Standort                                                                                 | Elisabeth Eisler                         | ca. 1975           | Steinzeug mit Mosaik | Standort: Wohnhausanlage                                                                                      |
| ja   | Datei hochladen | Kronprinz-Rudolf-Denkmal ID: 46852                                                          | Denkmäler                                | Billrothstraße 78 Standort                                                                                 | Kaspar Zumbusch                          | 1885               | Büste von Kronprinz Rudolf | Standort: Im südwestlichen Teil des Gartens (Rudolfinerhaus)                                                  |
| ja   | Datei hochladen | Theodor-Billroth-Denkmal ID: 46856                                                          | Denkmäler                                | Billrothstraße 78 Standort                                                                                 | Kaspar Zumbusch                          | 1895               | Büste Theodor Billroths | Standort: Areal des Rudolfinerhauses, links vom Eingang                                                       |
| ja   | Datei hochladen | Vier Pinguine ID: 41033                                                                     | Profanplastiken/Kunst am Bau freistehend | Börnergasse 15 / Stg.7 Standort                                                                            | Walter Auer                              | 1964               | Zementgussplastik | Standort: Wohnhausanlage                                                                                      |
| ja   | Datei hochladen | Hl. Johannes von Nepomuk ID: 46823 HERIS-ID: 41415 Objekt-ID: 41899                         | Sakrale Kleindenkmäler                   | Cobenzlgasse 41 Standort                                                                                   |                                          | 18. Jh.            | Der hl. Johannes Nepomuk ist hier ohne die üblichen Attribute in einer Mauernische auf einem geschwungenen Sockel mit einem Relief des Brückensturzes abgebildet. | Standort: Innerhalb der Gartenmauer                                                                           |
| ja   | Datei hochladen | 5 Spielplastiken „Vater, Vater, leih' mir d' Scher“ und Bodenspiel „Gaberlspiel“ ID: 42152  | Profanplastiken/Kunst am Bau freistehend | Cottagegasse 65, Stiege 1 Standort                                                                         | Ilse Pompe-Niederführ                    | 1959               | Kunststein mit Mosaikverkleidungen | Standort: Wohnhausanlage                                                                                      |
| ja   | Datei hochladen | Reiter ID: 41414                                                                            | Profanplastiken/Kunst am Bau freistehend | Döblinger Hauptstraße 1 Standort                                                                           | Franz Fischer                            | 1963               | Kupferne Brunnenschale mit drei Steinreliefs | Standort: Wohnhausanlage                                                                                      |
| ja   | Datei hochladen | Theodor-Körner-Denkmal ID: 46857                                                            | Denkmäler                                | Döblinger Hauptstraße 83 / Ecke Hofzeile Standort                                                          | Georg Leisek                             | 1905               | Büste des Dichters Theodor Körner mit Trophäen um den Sockel in einer Mauernische | Standort: In einer Rundbogennische an der Fassade des Neubaus des Frauenklosters „Zum Armen Kinde Jesu“       |
| ja   | Datei hochladen | Plastik „Junges Paar“ ID: 41359                                                             | Profanplastiken/Kunst am Bau freistehend | Döblinger Hauptstraße 87 / Nußwaldgasse 26–30 Standort                                                     | Gottfried Buchberger                     | 1958               | Kunststeinplastik | Standort: Wohnhausanlage                                                                                      |
| ja   | Datei hochladen | Skulpturen Bezirksmuseum Döbling im Wertheimsteinpark ID: 46859                             | Profanplastiken/Kunst am Bau freistehend | Döblinger Hauptstraße 96 – Wertheimsteinpark Standort                                                      |                                          |                    | Aus den ehemaligen Rothschildgärten stammen eine Blumenvase, ein korinthisches Kapitell sowie der Torso einer Sphinx. | Standort: Am Rand des Parks, beim Eingang des Bezirksmuseums                                                  |
| ja   | Datei hochladen | Salmannsdorfer Kapelle Vulgo: Sebastianskapelle ID: 46842 HERIS-ID: 99322 Objekt-ID: 115436 | Sakrale Kleindenkmäler                   | Dreimarksteingasse vor Nr. 12A Standort                                                                    |                                          | 3. Viertel 18. Jh. | Dieser Bau war wahrscheinlich mit dem Salmannsdorfer Herrenhaus verbunden. Er ist U-förmig mit pilastergegliederter Frontseite, Schindeldach und hölzernem Dachreiter. Die darin befindliche Figur des hl. Sebastian stammt ursprünglich aus dem 17. Jahrhundert. | |
| ja   | Datei hochladen | Daringer-Kreuz ID: 46870 HERIS-ID: 73670 Objekt-ID: 86991                                   | Sakrale Kleindenkmäler                   | Ecke Daringergasse / Sieveringer Straße Standort                                                           |                                          | 1606               | Gestiftet wurde das Kreuz von einem gewissen Hans Daringer. Auf einem Bruchsteinsockel steht ein Vierkantpfeiler mit gemauerter Spitze, die in ein Steinkreuz übergeht. Das oberste Viertel des Pfeilers ist durch ein Gesimse abgesetzt, auf einer Seite befindet sich ein Kreuzigungsrelief. Die Inschriften geben den Namen des Stifters und das Datum der Stiftung wieder.                  | Standort: Im Grünstreifen                                                                                     |
| ja   | Datei hochladen | Brunnenplastik „Mutter mit Kind“ ID: 42618                                                  | Profanplastiken/Kunst am Bau freistehend | Daringergasse 12–20 Standort                                                                               | Ferdinand Welz                           | 1960               | Natursteinplastik | Standort: Wohnhausanlage                                                                                      |
| ja   | Datei hochladen | Kreuz ID: 75974                                                                             | Sakrale Kleindenkmäler                   | Eisernenhandgasse / Willibald-Fischer-Weg Standort                                                         |                                          |                    | Metallkruzifix mit Kleeblattenden und Rosetten | Standort: Kahlenbergerdorf                                                                                    |
| ja   | Datei hochladen | Bronzeskulptur „Donaumädchen“ ID: 78450                                                     | Profanplastiken/Kunst am Bau freistehend | Eisernenhandgasse / St. Georg Platz 4 Standort                                                             | Vilim Bohus                              | 2003               | Das auf einem Granitsteinsockel aufgeständertes Kunstwerk hat zwei verschieden ausgeformten Schauseiten, an einer die Nixenfigur, an der anderen Muscheln. Der Entwurf stammt von Wolfgang Hutter. | |
| ja   | Datei hochladen | Hl. Johannes von Nepomuk ID: 46814 HERIS-ID: 73700 Objekt-ID: 87025                         | Sakrale Kleindenkmäler                   | Eroicagasse 37 / Ecke Beethovengang Standort                                                               |                                          | Mitte 18. Jh.      | Auf quadratischem Sockel steht eine Figur des hl. Johannes Nepomuk mit Kruzifix und Märtyrerpalme | Standort: An der Bachbrücke                                                                                   |
| ja   | Datei hochladen | Hl. Karl Borromäus ID: 46830                                                                | Sakrale Kleindenkmäler                   | Eyblergasse 1, Kirche St. Rochus Standort                                                                  |                                          | 1. Viertel 18. Jh. | Statue des hl. Karl Borromäus mit Buch und Kardinalshut bei der Neustifter Pfarrkirche | Standort: Vor der Sakristei                                                                                   |
| ja   | Datei hochladen | Hl. Paulus ID: 46832                                                                        | Sakrale Kleindenkmäler                   | Eyblergasse 1, Kirche St. Rochus Standort                                                                  |                                          | ca. 1700           | Statue des hl. Paulus mit Buch und Schwert bei der Neustifter Pfarrkirche | Standort: Rechts vom Eingang                                                                                  |
| ja   | Datei hochladen | Hl. Petrus ID: 46833                                                                        | Sakrale Kleindenkmäler                   | Eyblergasse 1, Kirche St. Rochus Standort                                                                  |                                          | Ende 17. Jh.       | Statue des hl. Petrus mit Buch und zwei Schlüsseln bei der Neustifter Pfarrkirche | Standort: Links vom Eingang                                                                                   |
| ja   | Datei hochladen | Hl. Antonius von Padua ID: 46878                                                            | Sakrale Kleindenkmäler                   | Eyblergasse 1, Kirche St. Rochus Standort                                                                  |                                          | 1. Viertel 18. Jh. | Die Statue des hl. Antonius von Padua mit einer Lilie und einem Buch, auf dem das Jesuskind sitzt steht bei der Neustifter Pfarrkirche. Der Heilige trägt einen Rosenkranz mit Totenkopf um den Bauch. | Standort: Vor der Sakristei                                                                                   |
| ja   | Datei hochladen | Das „U“ aus dem „Imaginären Alphabet“ ID: 41181                                             | Profanplastiken/Kunst am Bau freistehend | Flotowgasse 25 / Arbesbachgasse Standort                                                                   | Wander Bertoni                           | 1965               | Bronzeplastik | Standort: Volksschule                                                                                         |
| ja   | Datei hochladen | Therese-Gräfin-Gatterburg-Denkmal ID: 76136 HERIS-ID: 99375 Objekt-ID: 115499               | Denkmäler                                | Gatterburggasse 8 Standort                                                                                 |                                          | 1849               | Diese klassizistische Metallstatue stammt vom Grabmal der Gräfin Therese Gatterburg. Eine weibliche Gestalt hält ein Buch, die andere Hand weist nach oben. | |
| ja   | Datei hochladen | Skulptur „Sphinx“ ID: 78746                                                                 | Profanplastiken/Kunst am Bau freistehend | Geweygasse 6, Döblinger Bad Standort                                                                       |                                          |                    | Wahrscheinlich ein Rest aus dem Garten der Villa Rothschild | |
| ja   | Datei hochladen | Korinthische Säule ID: 78749                                                                | Profanplastiken/Kunst am Bau freistehend | Geweygasse 6, Döblinger Bad Standort                                                                       |                                          |                    | Wahrscheinlich ein Rest aus dem Garten der Villa Rothschild | |
| ja   | Datei hochladen | Skulptur „Poseidon“ ID: 78750                                                               | Profanplastiken/Kunst am Bau freistehend | Geweygasse 6, Döblinger Bad Standort                                                                       |                                          |                    | Wahrscheinlich ein Rest aus dem Garten der Villa Rothschild | |
| ja   | Datei hochladen | Skulptur „Löwe“ ID: 78751                                                                   | Profanplastiken/Kunst am Bau freistehend | Geweygasse 6, Döblinger Bad Standort                                                                       |                                          |                    | Wahrscheinlich ein Rest aus dem Garten der Villa Rothschild | |
| ja   | Datei hochladen | Kubischer Brunnen ID: 42228                                                                 | Profanplastiken/Kunst am Bau freistehend | Görgengasse 9–11 / Hutweidengasse / Saileräckergasse Standort                                              | Josef Schagerl                           | 1963               | Brunnen aus Kunststein | Standort: Wohnhausanlage                                                                                      |
| ja   | Datei hochladen | Zwei Geschwister ID: 42456 HERIS-ID: 68533 Objekt-ID: 81542 Wiener Wohnen: 1381             | Profanplastiken/Kunst am Bau freistehend | Greinergasse / Sickenberggasse 1–5 Standort                                                                | Robert Ullmann                           | 1963               | Natursteinplastik | Standort: Wohnhausanlage                                                                                      |
| ja   | Datei hochladen | Winzerin ID: 42623                                                                          | Profanplastiken/Kunst am Bau freistehend | Greinergasse 36–40 / Kahlenberger Straße Standort                                                          | Ernst Wenzelis                           | 1960               | Natursteinplastik | Standort: Wohnhausanlage                                                                                      |
| ja   | Datei hochladen | Breitpfeiler ID: 46865                                                                      | Sakrale Kleindenkmäler                   | Grinzinger Allee 1 / Ecke Sieveringer Straße Standort                                                      |                                          | 1866               | Der Breitpfeiler ist stark gegliedert und weist an der Vorderseite Pilaster und eine ausgeprägte Gesimszone auf. Das Bild in der Rundnische zeigt die Heilige Familie mit einem kreuztragenden Engel, das im Giebelfeld Gottvater mit Engelsköpfen. | |
| ja   | Datei hochladen | Brunnen mit Mosaik und Plastiken „Affen und Schildkröte“ ID: 42633                          | Profanplastiken/Kunst am Bau freistehend | Grinzinger Allee 54 Standort                                                                               | Hubert Wilfan                            | 1953               | Brunnenschale aus Kunststein mit Mosaiken | Standort: Wohnhausanlage                                                                                      |
| ja   | Datei hochladen | Hl. Johannes von Nepomuk ID: 46883 HERIS-ID: 71198 Objekt-ID: 84353                         | Sakrale Kleindenkmäler                   | Grinzinger Straße / Ecke Hohe Warte Standort                                                               |                                          | 1. Viertel 18. Jh. | Der Heilige Johannes Nepomuk vor der Heiligenstädter Pfarrkirche trägt Kreuz und Märtyrerpalme in der Hand, hat aber kein Birett auf. Er steht auf einem geschwungenen Sockel mit seitlichen Voluten, der ein Relief des Heiligen in den Wellen der Moldau aufweist. | Standort: Vor der Kirche St. Michael                                                                          |
| ja   | Datei hochladen | Wegsäule mit Relief und Beschriftung ID: 41642                                              | Profanplastiken/Kunst am Bau freistehend | Grinzinger Straße 2 / Grinzinger Allee 76 Standort                                                         | Leopold Hohl                             |                    | Natursteinplastik | Standort: Wegkreuzung                                                                                         |
| ja   | Datei hochladen | Löwenpaar ID: 42521 HERIS-ID: 99213 Objekt-ID: 115313                                       | Profanplastiken/Kunst am Bau freistehend | Grinzinger Straße 54 / Neugebauerweg 9 Standort                                                            | Herbert Schwarz                          |                    | Kunststeinplastik | Standort: Wohnhausanlage, an der Grinzinger Straße                                                            |
| ja   | Datei hochladen | Rutsche ID: 42222 HERIS-ID: 99213 Objekt-ID: 115313                                         | Profanplastiken/Kunst am Bau freistehend | Grinzinger Straße 54 / Reimersgasse Standort                                                               | Josef Schagerl                           | 1957               | Kunststeinplastik mit Mosaiken | Standort: Wohnhausanlage, Stg. 17, Kinderspielplatz                                                           |
| ja   | Datei hochladen | Heiligenstädter Park Gründungsstein ID: 75179                                               | Denkmäler                                | Grinzingerstraße 95, Heiligenstädter Park Standort                                                         |                                          | 1905               | Steinbank mit Inschriftenstein zum Gedenken an die Gründung des Heiligenstädter Parks | |
| ja   | Datei hochladen | Lourdesgrotte ID: 46835                                                                     | Sakrale Kleindenkmäler                   | Gspöttgraben gegenüber Nr. 5 Standort                                                                      |                                          |                    | Lourdesgrotte mit Marienstatue | Standort: Im Garten, stark verwachsen                                                                         |
| ja   | Datei hochladen | Breitpfeiler ID: 46840                                                                      | Sakrale Kleindenkmäler                   | Gspöttgraben gegenüber Nr. 5 Standort                                                                      |                                          |                    | Auf einem Natursteinsockel befindet sich ein tabernakelartiger Holzkasten mit Satteldach. Die ursprünglich darin befindliche Pietà ist nicht mehr vorhanden. | Standort: Im Garten                                                                                           |
| ja   | Datei hochladen | Wegkreuz ID: 46844                                                                          | Sakrale Kleindenkmäler                   | Gspöttgraben gegenüber Nr. 5 Standort                                                                      |                                          |                    | Kreuz aus Natursteinen mit Tabernakelkasten in der Mitte und einer rautenförmigen Rückwand | Standort: Im Garten                                                                                           |
| ja   | Datei hochladen | Hl. Johannes von Nepomuk ID: 46880                                                          | Sakrale Kleindenkmäler                   | Gspöttgraben gegenüber Nr. 5 Standort                                                                      |                                          | 3. Viertel 18. Jh. | Statue des hl. Johannes Nepomuk mit Kreuz und Märtyrerpalme unter einem Baldachin | Standort: Im Garten beim Glashaus, unter Gebüsch                                                              |
| ja   | Datei hochladen | Relief Turnende Knaben Vulgo: Turnende und spielende Kinder ID: 42689                       | Profanplastiken/Kunst am Bau freistehend | Gugitzgasse 2 / Gustav-Pick-Gasse / Börnergasse Standort                                                   | Rudolf Schwaiger                         | 1969               | Freistehende durchbrochene Reliefwand aus rotem Trientiner Marmor | Standort: Wohnhausanlage                                                                                      |
| ja   | Datei hochladen | Abstrakte Komposition ID: 42600                                                             | Profanplastiken/Kunst am Bau freistehend | Hackhofergasse/Eichelhofstraße Standort                                                                    | Johannes Wanke                           | 1971               | Betonwand mit Mosaik | Standort: Wohnhausanlage                                                                                      |
| ja   | Datei hochladen | Ferdinand-Lassalle-Denkmal ID: 71020                                                        | Denkmäler                                | Halteraugasse 7, Karl-Marx-Hof Standort                                                                    | Mario Petrucci                           | 1928               | Büste Ferdinand Lassalles, 2009 von Alfred-Porges-Hof transferiert, mittlerweile nicht mehr vorhanden | Standort: Im ehem. Waschsalon. Dauerausstellung „Das Rote Wien“                                               |
| ja   | Datei hochladen | Stehender Jüngling ID: 41292                                                                | Profanplastiken/Kunst am Bau freistehend | Hameaustraße 2–4 / Celtesgasse / Hofstättengasse Standort                                                  | Franz Anton Coufal                       | 1953               | Natursteinplastik | Standort: Wohnhausanlage                                                                                      |
| ja   | Datei hochladen | Zwei spielende Bären ID: 41236 HERIS-ID: 48929 Objekt-ID: 52502                             | Profanplastiken/Kunst am Bau freistehend | Hardtgasse 16–30 / Billrothstraße 8–10 Standort                                                            | Josef Bock                               | ca. 1959           | Natursteinplastik | Standort: Kopenhagenhof                                                                                       |
| ja   | Datei hochladen | Abstrakte Vogeltränke ID: 41660 HERIS-ID: 48929 Objekt-ID: 52502                            | Profanplastiken/Kunst am Bau freistehend | Hardtgasse 16–30 / Billrothstraße 8–10 Standort                                                            | Alfred Hrdlicka                          | 1959               | Freistehender Natursteinbrunnen mit Mosaiken | Standort: Kopenhagenhof                                                                                       |
| ja   | Datei hochladen | Vogelflug ID: 42524 HERIS-ID: 48929 Objekt-ID: 52502                                        | Profanplastiken/Kunst am Bau freistehend | Hardtgasse 16–30 / Billrothstraße 8–10 Standort                                                            | Herbert Schwarz                          | 1959               | Kunststeinplastik mit Mosaiken | Standort: Kopenhagenhof                                                                                       |
| ja   | Datei hochladen | Sonnenuhr ID: 41419 HERIS-ID: 48929 Objekt-ID: 52502                                        | Profanplastiken/Kunst am Bau freistehend | Hardtgasse 16–30 / Billrothstraße 8–10 Standort                                                            | Helene Hädelmayr                         | 1959               | Serpentinstein mit Mosaikziffernblatt | Standort: Kopenhagenhof, Stg. 16                                                                              |
| ja   | Datei hochladen | Zwei ballspielende Knaben ID: 42322 HERIS-ID: 48929 Objekt-ID: 52502                        | Profanplastiken/Kunst am Bau freistehend | Hardtgasse 16–30 / Billrothstraße 8–10 / Schegargasse 13–15 Standort                                       | Rudolf Schmidt                           | 1959               | Bronzeplastik | Standort: Kopenhagenhof                                                                                       |
| ja   | Datei hochladen | Ruhende Frau ID: 42035 HERIS-ID: 48929 Objekt-ID: 52502                                     | Profanplastiken/Kunst am Bau freistehend | Hardtgasse 16–30 / Billrothstraße 8–10 Standort                                                            | Alfons Riedel                            | 1959               | Natursteinplastik | Standort: Kopenhagenhof – gegenüber Fischerbräu                                                               |
| ja   | Datei hochladen | Ludwig-van-Beethoven-Denkmal ID: 46854 HERIS-ID: 101238 Objekt-ID: 117553                   | Denkmäler                                | Heiligenstädter Park Standort                                                                              | Robert Oerley                            | 1910               | Das Standbild Beethovens innerhalb einer Pfeilerkolonnade geht auf ein aus dem Jahr 1902 stammendes Statuenmodell von Robert Weigl zurück. | Standort: Ostseite des Parks, auf halber Anhöhe von der Grinzinger Straße kommend                             |
| ja   | Datei hochladen | Kalksteinplastik „Säule“ ID: 41041                                                          | Profanplastiken/Kunst am Bau freistehend | Heiligenstädter Straße 33 / Radlmayergasse Standort                                                        | Oskar Bottoli                            | 1985               | Kalksteinplastik in Form einer Frauenfigur | Standort: Wohnhausanlage                                                                                      |
| ja   | Datei hochladen | Sämann ID: 78465                                                                            | Profanplastiken/Kunst am Bau freistehend | Heiligenstädter Straße 82–92 / 12. Februar Platz Standort                                                  | Otto Hofner                              | 1920               | Bronzeplastik einer stehenden Männerfigur, die mit einem Tuch bekleidet ist und eine Hand zum Säen hält | Standort: Karl-Marx-Hof                                                                                       |
| ja   | Datei hochladen | Zwei Blumenvasen ID: 78469                                                                  | Profanplastiken/Kunst am Bau freistehend | Heiligenstädter Straße 82–92 / Halteraugasse 8 Standort                                                    | Josef Franz Riedl                        | ca. 1930           | Keramikgefäße mit plastischen Tiermotiven | Standort: Karl-Marx-Hof – im Hof des Kindergartens                                                            |
| ja   | Datei hochladen | Rinder ID: 41264 HERIS-ID: 48893 Objekt-ID: 52458                                           | Profanplastiken/Kunst am Bau freistehend | Heiligenstädter Straße 141–145 Standort                                                                    | Fritz Dobrowa                            | 1957               | Natursteinplastik | Standort: Wohnhausanlage                                                                                      |
| ja   | Datei hochladen | Pferde ID: 42634 HERIS-ID: 48893 Objekt-ID: 52458                                           | Profanplastiken/Kunst am Bau freistehend | Heiligenstädter Straße 141–145 Standort                                                                    | Hubert Wilfan                            | 1957               | Natursteinplastik | Standort: Wohnhausanlage                                                                                      |
| ja   | Datei hochladen | Zwei Männer im Gespräch Vulgo: Sitzende ID: 42492 HERIS-ID: 99388 Objekt-ID: 115518         | Profanplastiken/Kunst am Bau freistehend | Heiligenstädter Straße 151 Standort                                                                        | Hilde Uray                               | 1961               | Marmorplastik | Standort: Volksheim                                                                                           |
| ja   | Datei hochladen | Horst-Winter-Denkmal ID: 76149                                                              | Denkmäler                                | Heiligenstädter Straße 155 / Grinzinger Straße Standort                                                    |                                          | 2002               | Gedenkstein für Horst Winter | |
| ja   | Datei hochladen | Arbeit ID: 41940 HERIS-ID: 48889 Objekt-ID: 52454                                           | Profanplastiken/Kunst am Bau freistehend | Heiligenstädter Straße 163 Standort                                                                        | Ferdinand Opitz                          | 1953               | Kunststeinpfeiler mit Reliefs, geht auf einen Entwurf aus dem Jahr 1935 zurück | Standort: Wohnhausanlage                                                                                      |
| ja   | Datei hochladen | Hl. Johannes von Nepomuk ID: 46815                                                          | Sakrale Kleindenkmäler                   | Heiligenstädter Straße 181 / Ecke Sickenberggasse Standort                                                 |                                          | 2. Viertel 18. Jh. | Statue des hl. Johannes Nepomuk in einer Hausnische auf einem Sockel mit Widmungsinschrift | |
| ja   | Datei hochladen | Meditationssäule ID: 41684                                                                  | Profanplastiken/Kunst am Bau freistehend | Heiligenstädter Str. 327 (Nasenweg) Standort                                                               | Stephan Kamenyeczky                      |                    | Marmorsäule | Standort: Wohnhausanlage                                                                                      |
| ja   | Datei hochladen | Sigmund-Freud-Denkmal ID: 75189                                                             | Denkmäler                                | Himmelstraße 115 Standort                                                                                  |                                          |                    | Stele mit Sigmund Freud gewidmeter Inschrift mit Trittplatten davor | |
| ja   | Datei hochladen | Bildstock ID: 46876                                                                         | Sakrale Kleindenkmäler                   | Himmelstraße 49 Standort                                                                                   |                                          | ca. 1520           | Der abgefaste Pfeiler hat über einem Gesims einen Aufsatz mit drei identischen Kreuzigungsreliefs, wobei eines nicht mehr erhalten ist. Bekrönt wird er von einem Pyramidendach mit Kreuz. | Standort: In der Einfahrt                                                                                     |
| ja   | Datei hochladen | Hl.-Johannes-von-Nepomuk-Kapelle ID: 46826 HERIS-ID: 97701 Objekt-ID: 113517                | Sakrale Kleindenkmäler                   | Himmelstraße bei Nr. 25 Standort                                                                           |                                          | Mitte 18. Jh.      | Die barocke Wegkapelle hat einen rechteckigen Grundriss, schlicht gerahmte Bogenfenster und ein großes Rundbogentor mit Gitter. Das Pyramidendach ist mit Holzschindeln gedeckt und mit einem Kreuz bekrönt. Die Figur des hl. Johannes Nepomuk mit Kruzifix in der Hand steht auf einem Postament mit Cherubsköpfchen in einem Rundbogen und einem großen sitzenden Putto mit Schweigegebärde. | Standort: Auf dem Gehweg zwischen Himmelstraße und Cobenzlgasse                                               |
| BW   | Datei hochladen | Hl. Josef ID: 46829                                                                         | Sakrale Kleindenkmäler                   | Hofzeile 22 Standort                                                                                       |                                          |                    | Statue des hl. Josef von Nazareth als Zimmermann mit dem Jesusknaben im Hof der Klosterschule der Schwestern vom armen Kinde Jesu | Standort: Im Hof der Klosterschule der Schwestern vom Armen Kinde Jesu                                        |
| BW   | Datei hochladen | Marienbildstock ID: 46861                                                                   | Sakrale Kleindenkmäler                   | Hofzeile 22 Standort                                                                                       |                                          |                    | Farbig gefasste Marienstatue mit Kind in einem Tabernakel aus gedrehtem Eisen auf einem achteckigen Pfeiler im Hof der Klosterschule der Schwestern vom armen Kinde Jesu | Standort: Im Hof der Klosterschule der Schwestern vom Armen Kinde Jesu                                        |
| BW   | Datei hochladen | Hl. Michael ID: 46863                                                                       | Sakrale Kleindenkmäler                   | Hofzeile 22 Standort                                                                                       |                                          |                    | Figur des hl. Michael in Rüstung und Lanze, die auf eine Teufelsfratze einspießt, im Hof der Klosterschule der Schwestern vom armen Kinde Jesu | Standort: Im Hof der Klosterschule der Schwestern vom Armen Kinde Jesu                                        |
| BW   | Datei hochladen | Christuskopf ID: 46867                                                                      | Sakrale Kleindenkmäler                   | Hofzeile 22 Standort                                                                                       |                                          | Ende 19. Jh.       | Christusbüste in einer Nische im Hof der Klosterschule der Schwestern vom armen Kinde Jesu | Standort: Im Hof der Klosterschule der Schwestern vom Armen Kinde Jesu                                        |
| ja   | Datei hochladen | Severinskreuz (Breitpfeiler) ID: 46843 HERIS-ID: 41452 Objekt-ID: 41937                     | Sakrale Kleindenkmäler                   | Hohe Warte / gegenüber Wollergasse Standort                                                                |                                          | 19. Jh.            | Auf der Gartenmauer befindet sich ein Breitpfeiler mit dem Bild eines bärtigen Heiligen, angeblich der hl. Severin. Auf dem Giebeldach befindet sich ein steinernes Kruzifix mit Engelsköpfen an der Rückseite. | Standort: In Einfriedung eingebunden, auf der Gartenmauer von Haus Nr. 31 (stark verwachsen)                  |
| ja   | Datei hochladen | Gräfin-Franziska-Andrassy-Denkmal ID: 46847                                                 | Denkmäler                                | Hohe Warte 3 Standort                                                                                      | Hans Bitterlich                          | 1914               | Die Statue ist der Waisenhausgründerin Franziska Andrássy gewidmet und zeigt eine Frauenfigur, die ein kniendes Kind schützend an sich drückt. | Standort: Im Garten vor der ehem. Kinderheim                                                                  |
| ja   | Datei hochladen | Natursteinplastik „Schäfer“ ID: 41922                                                       | Profanplastiken/Kunst am Bau freistehend | Hutweidengasse 19 / Flotowgasse Standort                                                                   | Karl Nieschlag                           | 1954               | Natursteinplastik | Standort: Wohnhausanlage                                                                                      |
| ja   | Datei hochladen | Jägerkreuz ID: 46834                                                                        | Sakrale Kleindenkmäler                   | Jägerwiese Standort                                                                                        |                                          |                    | Das einfache Holzkreuz ist überdacht, der Korpus ist aus Metall. Es befindet sich an der Jägerwiese beim Hermannskogel. 2018 erfolgte eine Neuaufstellung. | Standort: Rechts vom Gasthaus                                                                                 |
| ja   | Datei hochladen | Zierbrunnen ID: 46845 HERIS-ID: 73688 Objekt-ID: 87013                                      | Brunnen                                  | Kahlenberg Standort                                                                                        |                                          | 1686               | Steinernes Rundbecken mit Schmiedeeisen | Standort: Zwischen Kirche St. Josef und dem Restaurant                                                        |
| ja   | Datei hochladen | Kaiserin-Elisabeth-Ruhe ID: 46849 HERIS-ID: 73687 Objekt-ID: 87012                          | Denkmäler                                | Kahlenberg Standort                                                                                        | Oskar Felgel von Farnholz, Eduard Hauser | 1904               | Das Denkmal hat die Form einer über Stufen zu erreichenden Ruhebank. In der Mitte der Bank befindet sich eine Stele mit einem bronzenen Portraitrelief der Kaiserin von Rudolf Bachmann | Standort: Oberhalb des westlich vom Restaurant befindlichen Stiegenaufganges zum Weg entlang der Höhenstrasse |
| ja   | Datei hochladen | Keramikrelief „Entsatzheer 1683“ ID: 41784 HERIS-ID: 99367 Objekt-ID: 115484                | Profanplastiken/Kunst am Bau freistehend | Kahlenberg / Höhenstraße Standort                                                                          | Heinz Leinfellner                        | 1960               | Relief aus glasierter Keramik | Standort: am Parkplatz gegenüber der Kirche                                                                   |
| ja   | Datei hochladen | Hl. Johannes von Nepomuk ID: 46818                                                          | Sakrale Kleindenkmäler                   | Kahlenberger Kirche – St. Josef Standort                                                                   |                                          | 3. Viertel 18. Jh. | Die Figur des hl. Johannes Nepomuk steht auf einem Sockel in der Mauernische, das Kreuz wurde ersetzt, die Märtyrerpalme ist nicht mehr vorhanden. | Standort: Kirchenfassade, Turmuntergeschoß, in Rundbogennische                                                |
| ja   | Datei hochladen | Hl. Josef ID: 46827                                                                         | Sakrale Kleindenkmäler                   | Kahlenberger Kirche – St. Josef Standort                                                                   |                                          | ca. 1730           | Figur des hl. Joseph mit Jesukind und Lilienstab in einer Rundbogennische | Standort: Kirchenfassade, über dem Portal, in Rundbogennische                                                 |
| ja   | Datei hochladen | Hl. Johannes von Nepomuk ID: 46816 HERIS-ID: 73684 Objekt-ID: 87008                         | Sakrale Kleindenkmäler                   | Kahlenberger Straße Standort                                                                               |                                          | 1724               | Der hl. Johannes Nepomuk steht auf einem hohen Sockel mit Widmungsinschrift. | Standort: Zwischen Friedhof und Restaurant                                                                    |
| ja   | Datei hochladen | Grünes Kreuz ID: 46875 HERIS-ID: 100252 Objekt-ID: 116472                                   | Sakrale Kleindenkmäler                   | Kahlenberger Straße / Ecke Dennweg Standort                                                                |                                          | 1867               | Auf einem quadratischen Sockel erhebt sich ein Tabernakel mit Spitzbogennischen, in denen sich Darstellungen von Maria mit Kind und dem hl. Severin befinden. Das gemauerte Dach ist von einem Kreuz mit Kleeblattenden bekrönt. | |
| ja   | Datei hochladen | Hl. Johannes von Nepomuk ID: 46824 HERIS-ID: 73703 Objekt-ID: 87028                         | Sakrale Kleindenkmäler                   | Kahlenberger Straße / Höhe Wildgrubgasse Standort                                                          |                                          | 18. Jh.            | Figur des hl. Johannes Nepomuk mit den typischen Attributen auf einem vierseitig geschwungenen Sockel | Standort: Neben der Brücke                                                                                    |
| ja   | Datei hochladen | Hl. Johannes von Nepomuk ID: 46825 HERIS-ID: 99439 Objekt-ID: 115573                        | Sakrale Kleindenkmäler                   | Kahlenberger Straße zwischen Nr. 10 und Nr. 14 Standort                                                    |                                          |                    | Die farbig gefasste Steinfigur des hl. Johannes Nepomuk steht in einer quadratischen Kapelle mit hohen Rundbögen. | Standort: In quadratischer Kapelle – Abschluss der Seitengasse                                                |
| ja   | Datei hochladen | Breitpfeiler Vulgo: Zur weißen Mauer ID: 46866                                              | Sakrale Kleindenkmäler                   | Kahlenberger Straße, nach dem Cebatoriweg Standort                                                         |                                          |                    | Der Breitpfeiler aus Bruchstein weist auf einer Seite eine Nische mit einer blechernen Kreuzigungsgruppe und auf der anderen Seite zwei Nischen mit einem Marien-Mosaik und einem Kreuzrelief auf. | Standort: Ca. 200 m nach dem Cebotariweg bergaufwärts auf der rechten Seite im Weingarten                     |
| ja   | Datei hochladen | Ludwig-van-Beethoven-Denkmal ID: 46853 HERIS-ID: 100259 Objekt-ID: 116481                   | Denkmäler                                | bei Kahlenberger Straße 69 Standort                                                                        | Anton Dominik Fernkorn                   | 1862               | Büste Ludwig van Beethovens auf Steinsockel mit Gittereinfassung | Standort: Beethovengang                                                                                       |
| ja   | Datei hochladen | Bildstock ID: 46850 HERIS-ID: 48865 Objekt-ID: 52426                                        | Sakrale Kleindenkmäler                   | Kahlenbergerdorf, Sankt Georg Platz 1, Pfarrkirche Standort                                                |                                          | ca. 1470           | Die Tabernakelsäule wurde 1893 bei einem Verkehrsunfall zerstört und 1970 rekonstruiert. Auf einem Schaft erhebt sich ein Tabernakel mit vier Ecksäulen und Kielbögen, das auf jeder Seite ein Relief (Kreuzigung, hl. Leopold, Schutzmantelmadonna, Ecce Homo) aufweist. | Standort: Im Kirchhof                                                                                         |
| ja   | Datei hochladen | Hl. Erasmus ID: 46879 HERIS-ID: 56737 Objekt-ID: 66296                                      | Sakrale Kleindenkmäler                   | Kardinal-Innitzer-Platz, Pfarrkirche St. Paul Standort                                                     |                                          | Anfang 18. Jh.     | Die Figur des hl. Erasmus mit Mitra und Winde steht vor der Döblinger Pfarrkirche auf einem geschwungenen Postament. Ein Putto steht neben ihm und hilft, die Winde zu halten. | Standort: Links vom Eingang                                                                                   |
| ja   | Datei hochladen | Hl. Johannes von Nepomuk ID: 46881 HERIS-ID: 56737 Objekt-ID: 66296                         | Sakrale Kleindenkmäler                   | Kardinal-Innitzer-Platz, Pfarrkirche St. Paul Standort                                                     |                                          | ca. 1800           | Der hl. Johannes Nepomuk mit Birett, Kreuz und Märtyrerpalme steht auf einem geschwungenen Postament vor der Döblinger Pfarrkirche | Standort: Rechts vom Eingang                                                                                  |
| ja   | Datei hochladen | Cholerakreuz Vulgo: Braunes Kreuz ID: 46868                                                 | Sakrale Kleindenkmäler                   | Keylwerthgasse 2 Standort                                                                                  |                                          |                    | Überdachtes Holzkreuz mit Metallkorpus, vor dem eine Betbank gestellt ist | Standort: Am Rand des Grünstreifens                                                                           |
| ja   | Datei hochladen | Kriegerdenkmal ID: 75858                                                                    | Denkmäler                                | Klabundgasse / Hohe Warte Stadion Standort                                                                 |                                          |                    | Gemauerter Pfeiler mit Inschriftentafel | Standort: In der Grünanlage                                                                                   |
| ja   | Datei hochladen | Karl-Decker-Denkmal ID: 75205                                                               | Denkmäler                                | Klabundgasse, Hohe Warte Stadion Standort                                                                  | Richard A. Des Balmes                    | 2006               | Büste von Karl Decker | Standort: An der Stiegenanlage                                                                                |
| ja   | Datei hochladen | Sommer und Winter ID: 41754                                                                 | Profanplastiken/Kunst am Bau freistehend | Krapfenwaldgasse 65, Sommerbad Krapfenwaldlbad Standort                                                    | Anton Lehmden                            | ca. 1952           | Wetterhäuschen, das mit Terrakottaplatten mit Glasurmalerei ausgekleidet ist | Standort: Sommerbad Krapfenwaldlbad                                                                           |
| ja   | Datei hochladen | Trinkbrunnen mit Fischen ID: 42608                                                          | Profanplastiken/Kunst am Bau freistehend | Krapfenwaldgasse 65, Sommerbad Krapfenwaldl Standort                                                       | Lieselotte Weigel                        | ca. 1952           | Brunnen mit Mosaiken | Standort: Sommerbad Krapfenwaldl                                                                              |
| ja   | Datei hochladen | Liegendes Mädchen ID: 42501                                                                 | Profanplastiken/Kunst am Bau freistehend | Krapfenwaldlgasse 65, Sommerbad Krapfenwaldl Standort                                                      | Rudolf Schwaiger                         | ca. 1952           | Brunnen mit Plastik | Standort: Sommerbad Krapfenwaldl                                                                              |
| ja   | Datei hochladen | Öllerer-Kreuz ID: 46838                                                                     | Sakrale Kleindenkmäler                   | Krottenbachstraße / Ecke Strehlgasse Standort                                                              |                                          | 18. Jh. (?)        | Das ehemalige Grenzkreuz zwischen Pötzleinsdorf und Sievering ist ein viereckiger Breitpfeiler, der sich unterhalb des schindelgedeckten Satteldaches in einer Abstufung verjüngt. In einer vergitterten Fensternische steht eine hölzerne Madonnenfigur. | Standort: Im Grünstreifen                                                                                     |
| ja   | Datei hochladen | Abstraktion Vulgo: Konstruktives Denken ID: 41635                                           | Profanplastiken/Kunst am Bau freistehend | Krottenbachstraße 69–73 Standort                                                                           | Rudolf Hoflehner                         | ca. 1959           | Schmiedeeisenskulptur auf Betonsockel | Standort: Wohnhausanlage                                                                                      |
| ja   | Datei hochladen | Befreiung von der Türkenbelagerung 1683 ID: 42059                                           | Profanplastiken/Kunst am Bau freistehend | Krottenbachstraße 106 a Standort                                                                           | Eduard Robitschko                        | 1968               | Reliefwand aus rotem Marmor mit der Inschrift: In den frühen Nachmittagsstunden des 12. September 1683 fanden in diesem Tale die letzten Kämpfe zur Befreiung Wiens statt. | Standort: Wohnhausanlage                                                                                      |
| ja   | Datei hochladen | Bewegungsplastik ID: 42357                                                                  | Profanplastiken/Kunst am Bau freistehend | Krottenbachstraße 108 / Eingang Gustav-Pick-Gasse Standort                                                 | Curt Stenvert                            | 1969               | Stahlplastik | Standort: im Schulhof                                                                                         |
| ja   | Datei hochladen | Betonplastik „Drache“ ID: 42588                                                             | Profanplastiken/Kunst am Bau freistehend | Krottenbachstraße 110 Standort                                                                             | Hermann Walenta                          | 1967               | ehemalige Kinderrutsche aus Serpentin | Standort: Wohnhausanlage                                                                                      |
| ja   | Datei hochladen | Dreifaltigkeitssäule ID: 46872 HERIS-ID: 41078 Objekt-ID: 41447                             | Sakrale Kleindenkmäler                   | Langackergasse / Ecke Sandgasse Standort                                                                   |                                          | Ende 18. Jh.       | Über einem Postament mit verwitterter Inschrift ragt eine Säule auf, die mit einer beidseitigen Dreifaltigkeitsdarstellung mit Strahlenkranz bekrönt ist. An dieser Stelle befindet sich die Säule erst seit 1969. | |
| ja   | Datei hochladen | Heimkehrergedächtnismal ID: 75868 HERIS-ID: 113027 Objekt-ID: 131253                        | Denkmäler                                | Leopoldsberg Standort                                                                                      | Mario Petrucci                           | 1948               | An einer ehemaligen Burgmauer auf dem Leopoldsberg wurden Nischen mit Inschriften angebracht, den Abschluss der Anlage bildet ein steinerner Pylon mit Opferschale. | |
| ja   | Datei hochladen | Ukrainische-Kosaken-Denkmal ID: 91546                                                       | Denkmäler                                | Leopoldsberg, Nasenweg Standort                                                                            | Oleksiy Tschepelyk, Wolodymyr Tschepelyk |                    | Denkmal für die ukrainischen Kosaken, die an der Entsatzschlacht 1683 teilnahmen | |
| ja   | Datei hochladen | Robert-Micklitz-Denkmal ID: 46855 HERIS-ID: 73612 Objekt-ID: 86920                          | Denkmäler                                | Linnéplatz Standort                                                                                        | Josef Langer                             | 1908               | Büste des Oberlandforstmeisters Robert Micklitz | |
| ja   | Datei hochladen | Joseph-Wessely-Denkmal ID: 46848 HERIS-ID: 73613 Objekt-ID: 86921                           | Denkmäler                                | Linnéplatz Standort                                                                                        | Rudolf Weyr                              | 1908               | Büste des Forstakademiedirektors Joseph Wessely mit der Sockelinschrift: Keine Kultur ohne Forst / Kein Forst ohne Kultur | |
| ja   | Datei hochladen | Bildstock ID: 46828                                                                         | Sakrale Kleindenkmäler                   | Mitterwurzergasse Standort                                                                                 |                                          |                    | Der Tabernakelbildstock hat einen Rustika-Schaft und ein Ziegeldach mit Steinkreuz. An allen vier Seiten befinden sich Rundbogennischen mit modernen Heiligendarstellungen. | Standort: Zwischen Fuhrgassel und Agnesgasse                                                                  |
| ja   | Datei hochladen | Mariensäule ID: 46837 HERIS-ID: 100257 Objekt-ID: 116477                                    | Sakrale Kleindenkmäler                   | Mitterwurzergasse / Ecke Fuhrgassl Standort                                                                | Paul Strudel                             | 1697               | Auf einem Postament mit Inschrift befindet sich eine korinthische Säule mit Marienfigur. | Standort: In den Weingärten                                                                                   |
| ja   | Datei hochladen | Vier Orientierungspläne ID: 42635 HERIS-ID: 104012 Objekt-ID: 120601                        | Profanplastiken/Kunst am Bau freistehend | Neugebauerweg 9 – Huleschgasse 2 – Reimersgasse – Hohe Warte Standort                                      | Hubert Wilfan                            | 1959               | Vier Majolikareliefs, eines davon wandgebunden, die restlichen in Bruchstein eingefasst | Standort: Wohnhausanlage                                                                                      |
| ja   | Datei hochladen | Weinhauer Gedenkkreuz ID: 75978                                                             | Sakrale Kleindenkmäler                   | Neustift am Walde 24. Vor dem Friedhof. Standort                                                           |                                          |                    | Vom Weinbauverein wurde ein Erinnerungsmal an den alten Neustifter Friedhof mit einem mensaartigen Sockel und drei Metallkreuzen gestiftet. | Standort: Parkplatz 1. Tor abwärts – Wald unterhalb Nussallee.                                                |
| ja   | Datei hochladen | Bildstock Vulgo: Weißes Kreuz ID: 46864 HERIS-ID: 73698 Objekt-ID: 87023                    | Sakrale Kleindenkmäler                   | Nußberggasse / Ecke Eduard-Reyer-Gasse Standort                                                            |                                          | 1817               | Über einem Stufensockel befindet sich ein mit Inschriften versehener Vierkantpfeiler und darüber ein Tabernakelaufsatz mit einem Kreuzigungsrelief auf der Vorderseite. Bekrönt wird der Pfeiler von einem Strahlenkreuz mit Christusmonogramm. | |
| ja   | Datei hochladen | Halbeimer-Kreuz ID: 46877 HERIS-ID: 100253 Objekt-ID: 116473                                | Sakrale Kleindenkmäler                   | Oberer Reisenbergweg Standort                                                                              |                                          | 1734               | In einem hohen Breitpfeiler im Mauerverband befindet sich in einer Rundbogennische eine Pietà mit Inschrift. | Standort: Ungefähr auf Höhe Nr. 22                                                                            |
| ja   | Datei hochladen | Istvan-Graf-Széchényi-Denkmal ID: 75870                                                     | Denkmäler                                | Obersteinergasse 18–24 Standort                                                                            |                                          |                    | Steinpfeiler mit Büste von István Széchenyi | |
| ja   | Datei hochladen | Sitzendes Mädchen ID: 42636                                                                 | Profanplastiken/Kunst am Bau freistehend | Paradisgasse 30 Standort                                                                                   | Hubert Wilfan                            | ca. 1957           | Kunststeinplastik | Standort: Wohnhausanlage                                                                                      |
| ja   | Datei hochladen | Stier ID: 41320                                                                             | Profanplastiken/Kunst am Bau freistehend | Paradisgasse 65 a Standort                                                                                 | Georg Ehrlich                            |                    | Bronzeplastik | Standort: Kindergarten                                                                                        |
| ja   | Datei hochladen | Katze ID: 41753                                                                             | Profanplastiken/Kunst am Bau freistehend | Paradisgasse 65 a Standort                                                                                 | Hans Knesl                               | 1960               | Kunststeinplastik | Standort: Kindergarten                                                                                        |
| ja   | Datei hochladen | Johannes von Nepomuk ID: 76070 HERIS-ID: 71194 Objekt-ID: 84349                             | Sakrale Kleindenkmäler                   | Pfarrplatz, Heiligenstadt Standort                                                                         |                                          | 2. Hälfte 18. Jh.  | Farbig gefasste Figur des hl. Johannes Nepomuk | Standort: Bei der Kirche                                                                                      |
| ja   | Datei hochladen | Johann-Heinrich-Pestalozzi-Denkmal ID: 75897                                                | Denkmäler                                | Philippovichgasse 2–4 Standort                                                                             | Max Krejca                               | 1927               | Halbfigur Heinrich Pestalozzis, der sich schützend über ein Kind beugt | Standort: Pestalozzihof                                                                                       |
| ja   | Datei hochladen | Lichtsäule ID: 46858 HERIS-ID: 104839 Objekt-ID: 121722                                     | Profanplastiken/Kunst am Bau freistehend | Pokornygasse / Ecke Weilgasse Standort                                                                     |                                          | 19. Jh.            | Auf einem hohen abgefasten Schaft sind zwei Gesimse oberhalb derer sich ein stark verziertes hölzernes Lichthaus mit verglasten Rundbogenöffnungen, einem spitzen Schindeldach und einer Giebelverzierung befindet. Am Schaft ist die Hausnummer Pokornygasse 31 angebracht. | Standort: Bei der Stiege                                                                                      |
| ja   | Datei hochladen | Mutter und Kind ID: 42097 HERIS-ID: 104012 Objekt-ID: 120601                                | Profanplastiken/Kunst am Bau freistehend | Reimersgasse 5 / Stg. 22 Standort                                                                          | Erich Pieler                             | 1960               | Bronzeplastik | Standort: Wohnhausanlage, Haus 22                                                                             |
| ja   | Datei hochladen | Richard-Eybner-Denkmal ID: 76135                                                            | Denkmäler                                | Richard-Eybner-Park, zwischen Billrothstraße 76 und 78, an der Einmündung der Silbergasse. Standort        | Richard A. Des Balmes                    | 1992               | Findling mit Portraitrelief Richard Eybners und Inschrift | |
| ja   | Datei hochladen | Cholerakreuz Vulgo: Weingartenkreuz ID: 46869                                               | Sakrale Kleindenkmäler                   | Salmannsdorfer Höhe / Ecke Zierleitengasse Standort                                                        |                                          |                    | Wegkreuz mit Laterne und Überdachung, die sich in Stützbrettern fortsetzt mit weiß gefasstem Korpus | Standort: An einer Weggabelung in den Weingärten                                                              |
| ja   | Datei hochladen | Reisser Kreuz ID: 75952 HERIS-ID: 99135 Objekt-ID: 115178                                   | Sakrale Kleindenkmäler                   | Salmannsdorfer Höhe 4 (ident Agnesgasse 15) Standort                                                       |                                          | 1920er-Jahre       | Der Tabernakelpfeiler wurde anstelle eines älteren Pestkreuzes erbaut, das Madonnenmosaik stammt aus dem Jahr 1968. | |
| ja   | Datei hochladen | Cholerakreuz Vulgo: Braunes Kreuz ID: 46873                                                 | Sakrale Kleindenkmäler                   | Salmannsdorfer Straße vor Nr. 32 Standort                                                                  |                                          |                    | Holzkreuz mit Metallkorpus | |
| ja   | Datei hochladen | Glitzerndes Kreuz ID: 46874                                                                 | Sakrale Kleindenkmäler                   | Schreiberweg 122 / Krapfenwaldgasse Standort                                                               |                                          | 18. Jh.            | Hoher Pfeiler mit rundbogigem Abschluss, der eine vergitterte Rechtecknische und eine Rundbogennische aufweist | |
| ja   | Datei hochladen | Hl. Johannes von Nepomuk ID: 46819                                                          | Sakrale Kleindenkmäler                   | Sieveringer Straße – gegenüber von Nr. 83–85 Standort                                                      |                                          | 1710               | Figur des hl. Johannes Nepomuk mit Metallbaldachin auf einem erneuerten Sockel, an dem eine Rokokokartusche angebracht ist | |
| ja   | Datei hochladen | Hl. Johannes von Nepomuk ID: 46882 HERIS-ID: 99140 Objekt-ID: 115186                        | Sakrale Kleindenkmäler                   | Sieveringer Straße / Ecke Fröschelgasse Standort                                                           |                                          | 1722               | Auf einem Sockel mit Wappenkartuschen und Chronogramm steht die Figur des hl. Johannes Nepomuk auf Wolken mit abgewinkelten Armen an der Brust. Ein Putto reicht ihm die Attribute Kreuz und Märtyrerpalme, ein anderer macht die Schweigegebärde. | Standort: An der Ecke des Parks                                                                               |
| ja   | Datei hochladen | Kriegerdenkmal ID: 75906 HERIS-ID: 99143 Objekt-ID: 115190                                  | Denkmäler                                | Sieveringer Straße / Fröschelgasse Standort                                                                | Neumann                                  |                    | Büste eines kranzhaltenden Soldaten, seitlich davon Inschriftentafeln | Standort: Bei der Kirche                                                                                      |
| ja   | Datei hochladen | Hl. Johannes von Nepomuk ID: 46820                                                          | Sakrale Kleindenkmäler                   | Sieveringer Straße 160 Standort                                                                            |                                          |                    | Figur des hl. Johannes Nepomuk ohne Birett auf Rokokosockel in einer Rundbogennische | Standort: In der Gartenmauer                                                                                  |
| ja   | Datei hochladen | Dreifaltigkeitssäule Vulgo: Pestsäule ID: 46871 HERIS-ID: 99141 Objekt-ID: 115187           | Sakrale Kleindenkmäler                   | Sieveringer Straße bei der Sieveringer Pfarrkirche (stand früher beim Haus Sieveringer Straße 76) Standort |                                          | 1680               | Korinthische Säule mit Akanthuskapitell und Engelsköpfen, auf der sich ein Gnadenstuhl befindet | Standort: Im Park neben der Kirche                                                                            |
| ja   | Datei hochladen | Mariensäule ID: 46836                                                                       | Sakrale Kleindenkmäler                   | Silbergasse / Wallmodengasse Standort                                                                      |                                          | 19. Jh.            | Auf einem Vierkantpfeiler befindet sich ein Tabernakel mit Rundbogennische und reliefiertem Engelskopf. Den Abschluss bildet ein volutenartiger Giebel. | Standort: Im Grünstreifen                                                                                     |
| ja   | Datei hochladen | Kriegerdenkmal ID: 75909 HERIS-ID: 48951 Objekt-ID: 52528                                   | Denkmäler                                | Silbergasse 38, Paradisgasse 1 Standort                                                                    | Friedrich Hauer                          |                    | Hoher profilierter Steinpfeiler mit tabernakelähnlicher Metalllaterne | Standort: Vor der Karmeliterkirche                                                                            |
| ja   | Datei hochladen | Bildstock ID: 46839                                                                         | Sakrale Kleindenkmäler                   | Springsiedelgasse 30 Standort                                                                              |                                          | 2. Viertel 18. Jh. | Es handelt sich um die Sekundäraufstellung eines Grabsteins in einem Nischenpfeiler. Der Stein ist dreistufig aufgebaut: am Sockel befindet sich ein Relief der armen Seelen im Fegefeuer, im mittleren Teil eine Immaculata und im oberen Teil ein Dreifaltigkeitsrelief. | Standort: In die Garteneinfriedung eingebunden.                                                               |
| ja   | Datei hochladen | Johann-Strauss-Vater-Grab ID: 46860 HERIS-ID: 73660 Objekt-ID: 86979                        | Grabmäler/Grabhaine                      | Strauss-Lanner-Park Standort                                                                               |                                          | 19. Jh.            | Ehemaliges Grabmal von Johann Strauss Vater: vor einem Rest der Friedhofsmauer befindet sich eine Grabstele, die oberhalb der Inschriftentafel das Relief eines trauernden Genius und darunter das einer Urne aufweist | Standort: Gemeinsam mit Lanner-Grab im Park                                                                   |
| ja   | Datei hochladen | Joseph-Lanner-Grab ID: 46862 HERIS-ID: 73660 Objekt-ID: 86979                               | Grabmäler/Grabhaine                      | Strauß-Lanner-Park Standort                                                                                |                                          | 19. Jh.            | Ehemaliges Grabmal von Joseph Lanner: vor einem Rest der Friedhofsmauer befindet sich eine Grabstele, die oberhalb der Inschriftentafel das Relief eines trauernden Genius und darunter das einer Urne aufweist | Standort: Gemeinsam mit Strauss-Grab im Park                                                                  |
| ja   | Datei hochladen | Hl. Johannes von Nepomuk ID: 46821 HERIS-ID: 104841 Objekt-ID: 121724                       | Sakrale Kleindenkmäler                   | Waldbachsteig Standort                                                                                     |                                          | 2. Viertel 18. Jh. | Die farbig gefasste Figur des hl. Johannes Nepomuk steht auf einem geschwungenen Rokokosockel mit Inschriftenkartusche. Rundherum befindet sich eine Gittereinfriedung. | Standort: Kurz nach der Siedlung                                                                              |
| ja   | Datei hochladen | Hl. Leopold ID: 46831                                                                       | Sakrale Kleindenkmäler                   | Wallmodengasse 11 Standort                                                                                 |                                          | 18. Jh. (?)        | Auf einem Sockel befindet sich die Figur des hl. Leopold in Rüstung mit Herzogshut, in den Händen hält er ein Kirchenmodell und eine Schriftrolle. | Standort: In der Einfahrt                                                                                     |
| ja   | Datei hochladen | Sitzender Knabe ID: 42308                                                                   | Profanplastiken/Kunst am Bau freistehend | Weimarer Straße 110 Standort                                                                               | Ludwig Schmidle                          | 1954               | Natursteinplastik | Standort: Wohnhausanlage, Vorgarten                                                                           |
| ja   | Datei hochladen | Weinbergarbeiter ID: 42569                                                                  | Profanplastiken/Kunst am Bau freistehend | Weinberggasse 46 / Stg. 2 Standort                                                                         | Alexander Zarowsky                       | 1967               | Sandsteinplastik | Standort: Wohnhausanlage                                                                                      |
| BW   | Datei hochladen | Flusslandschaft ID: 41050                                                                   | Profanplastiken/Kunst am Bau freistehend | Weinberggasse 60–73 Standort                                                                               | Gottfried Höllwarth                      | 1987               | Brunnen aus „Baltic Brown“-Granit | Standort: Wohnhausanlage, zwischen Stg. 23 und 24                                                             |
| ja   | Datei hochladen | Ohne Titel ID: 41096                                                                        | Profanplastiken/Kunst am Bau freistehend | Weinberggasse 60–73 Standort                                                                               | Franz Xaver Ölzant                       | 1986               | Natursteinskulptur | Standort: Wohnhausanlage, Stiege 11                                                                           |
| ja   | Datei hochladen | Urauge ID: 42418                                                                            | Profanplastiken/Kunst am Bau freistehend | Weinberggasse 89 / Börnergasse 4 Standort                                                                  | Hannes Turba                             | 1978               | Messingplastik | Standort: Wohnhausanlage                                                                                      |
| ja   | Datei hochladen | Ferdinand-von-Saar-Denkmal ID: 46846                                                        | Denkmäler                                | Wertheimsteinpark Standort                                                                                 | Franz Seifert                            | 1914               | Am Sockel der Büste des Schriftstellers Ferdinand von Saar ist links und rechts ein steinerner Lorbeerkranz, auf der Vorderseite das Relief einer schwebenden Gestalt zu sehen. | Standort: Im östlichen Teil der oberen Parkhälfte                                                             |
| ja   | Datei hochladen | Franz-Keim-Denkmal ID: 75938                                                                | Denkmäler                                | Wertheimsteinpark. Döblinger Hauptstraße 96 (ident Heiligenstädter Straße 65–77). Standort                 | Fritz Hänlein                            | 1924               | Büste von Franz Keim | Standort: Im Mittelteil der oberen Parkhälfte.                                                                |
| ja   | Datei hochladen | Julius-Schlegel-Denkmal ID: 75945                                                           | Denkmäler                                | Wertheimsteinpark. Döblinger Hauptstraße 96 (ident Heiligenstädter Straße 65–77) Standort                  | Manfred Leirer                           | 1986               | Natursteinsockel mit Portraitkopf von Julius Schlegel | |
| ja   | Datei hochladen | Vogeltränke ID: 42450                                                                       | Profanplastiken/Kunst am Bau freistehend | Wertheimsteinpark, Blindengarten Standort                                                                  | Andrea Schrittwieser                     | 1959               | Steinzeugplastik | Standort: Parkanlage                                                                                          |
| ja   | Datei hochladen | Bildstock ID: 46817 HERIS-ID: 99189 Objekt-ID: 115280                                       | Sakrale Kleindenkmäler                   | Wigandgasse 29 / Jungherrensteig Standort                                                                  |                                          | 1683               | Der Bildstock mit Tabernakelaufsatz und Kreuz weist in vergitterten Segmentnischen Malereien aus neuerer Zeit auf. | Standort: Kahlenbergerdorf, auf der Böschung innerhalb einer Grünfläche                                       |